# 银滩镇
银滩镇是广西壮族自治区北海市银海区下辖的一个镇，总面积79.8平方公里。

## 行政区划
银滩镇辖11个村委会和3个社区居委会。2004年，西塘镇、咸田镇合并成立银滩镇。咸田鎮建制撤销。
银滩镇下辖以下地区：
新村社区、大墩海社区、南万社区、曲湾村、龙潭村、禾沟村、关井村、下村、和兴村、北背岭村、和平村、咸田村、电建村、白虎头村、北海高新技术产业开发区社区和北海大学园区社区。